# Matthew Bergeron
Matthew K. Bergeron (* 26. Februar 2000 in Victoriaville, Québec) ist ein kanadischer Footballspieler auf der Position des Offensive Guard, der auf der Syracuse University College Football spielte. 2023 wurde er von den Atlanta Falcons im NFL-Draft ausgewählt.

## Frühe Jahre
Bergeron ging in Thetford Mines, Québec, auf die Highschool Cégep de Thetford. Er wuchs französischsprachig auf und lernte englisch in der Schule. Um den Grundstein für eine professionelle Footballkarriere zu legen, ging er auf die Syracuse University in den Vereinigten Staaten. Er absolvierte seinen Abschluss in Sozialer Arbeit. In seinen vier Jahren bei dem Collegefootballteam auf der Syracuse University absolvierte er 46 Spiele auf der Position des Offensive Tackles und des Guards.

## NFL
Bergeron wurde im NFL-Draft 2023 in der zweiten Runde an 38. Stelle von den Atlanta Falcons ausgewählt. Sein erstes NFL-Spiel absolvierte er am ersten Spieltag 2023 als Starter auf der Position des linken Guards für die Falcons.